# والتر ایوانز
والتر ایوانز (انگلیسی: Walter Richard Evans؛ ۱۵ ژانویهٔ ۱۹۲۰ – ۱۰ ژوئیهٔ ۱۹۹۹) یک مهندس برق اهل ایالات متحده آمریکا بود.
ابداع روش مکان ریشه‌ها در سال ۱۹۴۸ توسط وی تحول شگرفی در مهندسی کنترل به وجود آورد.